# 打阳伞的女人
《撑阳伞的女人-莫內夫人和她的儿子》，有时也被称作《漫步》（法語：La Promenade），是莫內1875年创作的油画作品。画面描绘了画家的妻子卡米尔·莫奈和他们的儿子简（Jean Monet）漫步在夏日微风中的情景。1871年到1877年这段时间里，莫內一家人住在巴黎郊区的阿让特伊。

## 画面描述
莫內用轻柔自然的绘法调出了一幅色彩鲜艳的画。画中莫內夫人的面纱和白裙被风轻轻扬起。阳光下，草地的绿色映在阳伞的内面上。画面的视角似乎是从下往上看的，因此蔚蓝的天空和蓬松的白云占据了画面的大部分。他们七岁的儿子站在远处，由于地形的原因，我们只能看到他腰部以上的部分，这也使得画面的景深增大了。
画面中的女士是莫內挚爱的第一任妻子卡米尔，莫內最爱以她的形象作画。在她病逝后，莫內又画了两幅类似背景的绘画，画面中的人物则是两位模特，莫內仅将他们的身形画出，脸部却是模糊的。
这幅画展现的是一个家庭的日常一景（风俗画），并不是一幅正式的肖像画。同时，它是在室外完成的，属于外光主义绘画，画家很可能在短短几个小时内就完成了它。整幅画长100厘米，高81厘米，是画家在十九世纪七十年代中所完成的最大的作品，在画的右下角签有Monet 75的字样。

## 历史
1876年的4月，作者参加了第二次印象派画展。他在保罗·杜兰德·吕埃尔（Paul Durand-Ruel）的画廊展出了18幅画，其中就包括这幅《打阳伞的女人》。十年之后，莫內用相同的主题为自己和第二任妻子的女儿苏珊娜（Suzanne Monet）又画了一幅。画中的苏珊娜同样手持阳伞，站在吉维尼的草地上，这些画现收藏于奥赛博物馆中。1867年，约翰·辛格·萨金特在画展中受到这几幅画的启发，创作了相似主题的作品。

## 其他作品

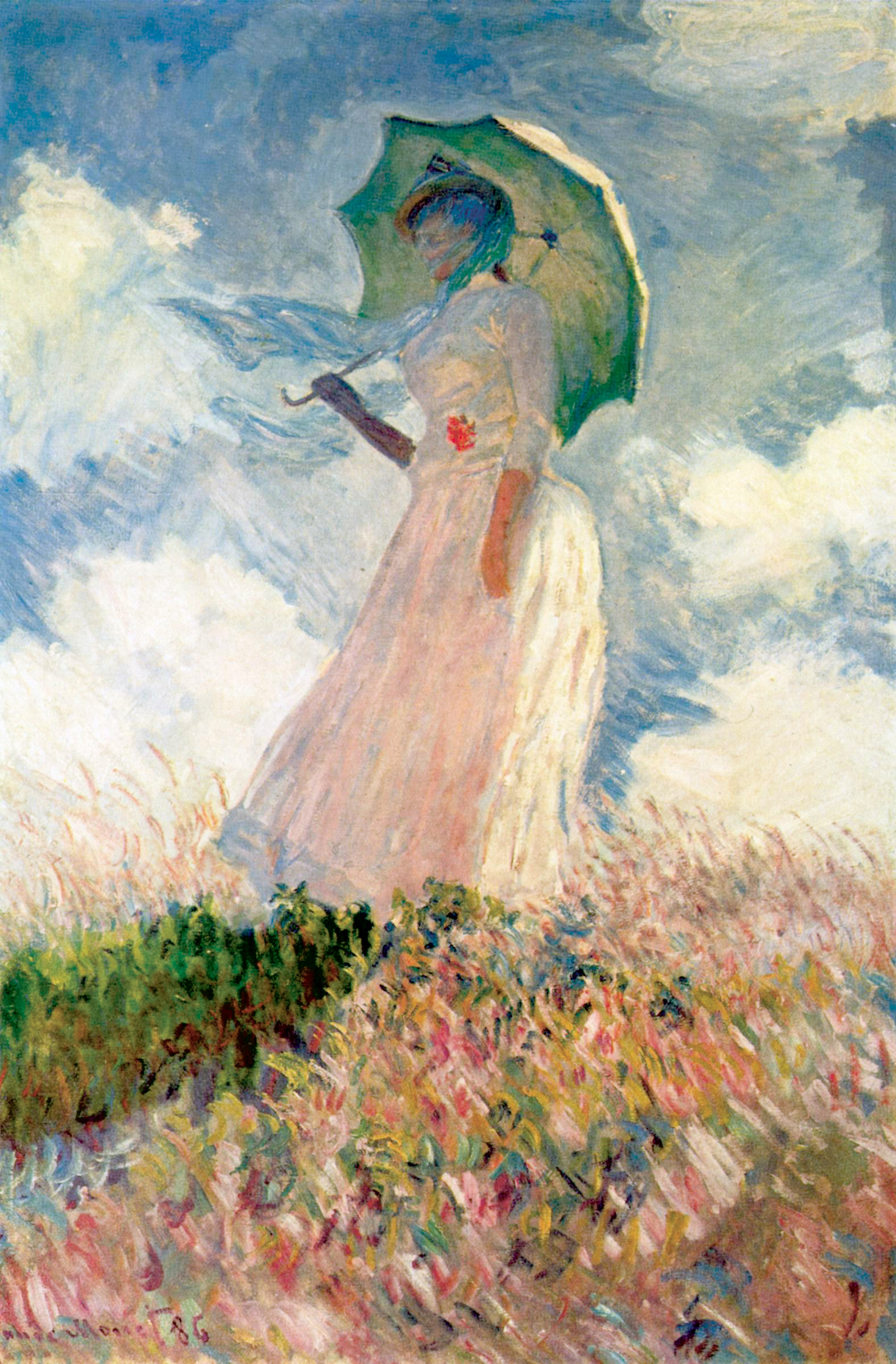
打阳伞的女人，面左，莫內，1886，巴黎奥赛博物馆
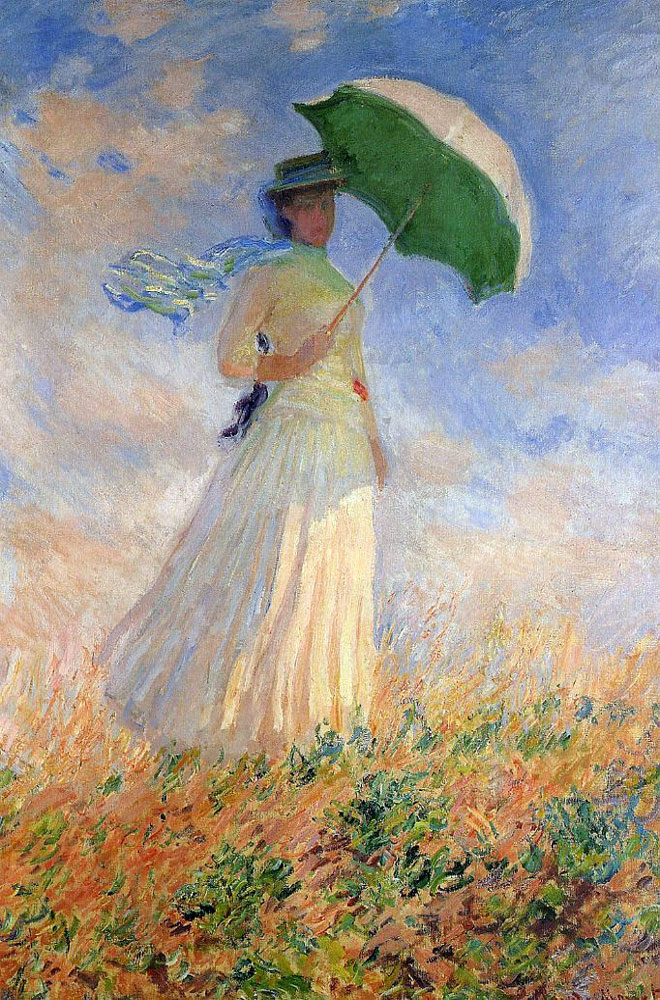
打阳伞的女人，面右，莫內，1886，巴黎奥赛博物馆
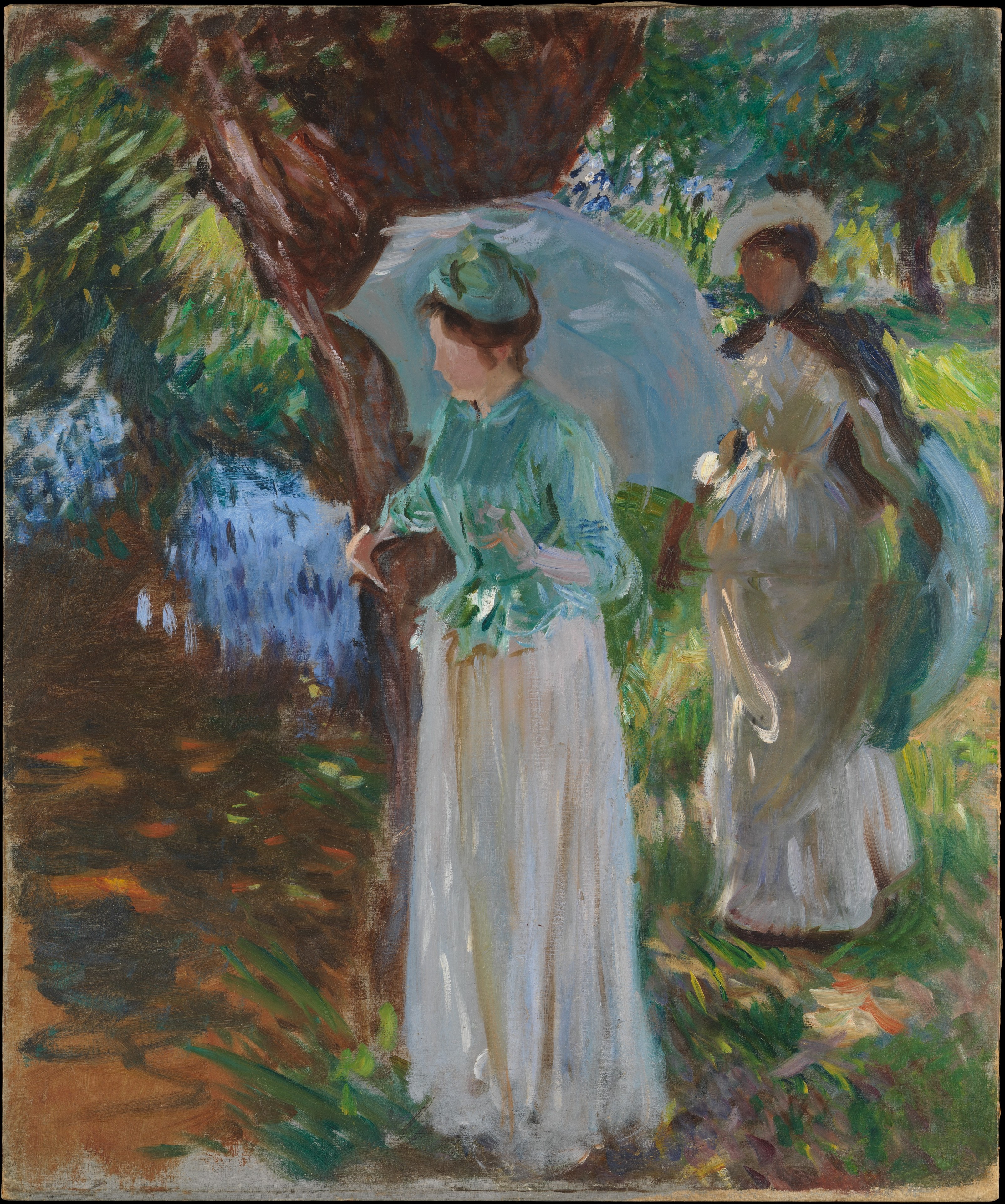
两个打阳伞的女孩,  约翰·辛格·萨金特，1889，纽约大都会艺术博物馆